# Лос-Лунас (Нью-Мексико)
Лос-Лунас (англ. Los Lunas) — селище (англ. village) на південному заході США, адміністративний центр округу Валенсія штату Нью-Мексико.. Населення — 17 242 особи (2020).

## Географія
Лос-Лунас розташоване на західному березі річки Ріо-Гранде, на схід від автомагістралі I-25.
Лос-Лунас розташований за координатами 34°48′25″ пн. ш. 106°45′52″ зх. д. / 34.80694° пн. ш. 106.76444° зх. д. (34.807024, -106.764328).  За даними Бюро перепису населення США в 2010 році селище мало площу 37,92 км², з яких 37,90 км² — суходіл та 0,02 км² — водойми. В 2017 році площа становила 47,93 км², з яких 47,93 км² — суходіл та 0,01 км² — водойми.

### Клімат
Село знаходиться у зоні, котра характеризується кліматом тропічних степів. Найтепліший місяць — липень із середньою температурою 24.9 °C (76.9 °F). Найхолодніший місяць — січень, із середньою температурою 0.5 °С (32.9 °F).
| Клімат Лос-Лунаса       | Клімат Лос-Лунаса | Клімат Лос-Лунаса | Клімат Лос-Лунаса | Клімат Лос-Лунаса | Клімат Лос-Лунаса | Клімат Лос-Лунаса | Клімат Лос-Лунаса | Клімат Лос-Лунаса | Клімат Лос-Лунаса | Клімат Лос-Лунаса | Клімат Лос-Лунаса | Клімат Лос-Лунаса | Клімат Лос-Лунаса |
| Показник                | Січ.              | Лют.              | Бер.              | Квіт.             | Трав.             | Черв.             | Лип.              | Серп.             | Вер.              | Жовт.             | Лист.             | Груд.             | Рік               |
| Абсолютний максимум, °C | 22,2              | 26,1              | 31,1              | 34,4              | 37,2              | 42,2              | 41,1              | 43,3              | 37,2              | 32,2              | 25,6              | 21,1              | 43,3              |
| Середній максимум, °C   | 9,1               | 12,6              | 17,3              | 22,7              | 27,6              | 33,2              | 34,4              | 32,7              | 28,7              | 22,6              | 15,2              | 9,4               | 22,1              |
| Середня температура, °C | 0,5               | 3,4               | 7,6               | 12,7              | 17,2              | 22,3              | 24,9              | 23,4              | 19,1              | 12,5              | 5,3               | 0,7               | 12,4              |
| Середній мінімум, °C    | −8,1              | −5,6              | −1,9              | 2,7               | 6,7               | 11,4              | 15,5              | 14,1              | 9,5               | 2,4               | −4,4              | −8,1              | 2,8               |
| Абсолютний мінімум, °C  | −28,9             | −23,9             | −15,6             | −12,2             | −4,4              | 1,1               | 1,7               | 4,4               | −3,9              | −7,8              | −16,1             | −31,7             | −31,7             |
| Норма опадів, мм        | 10                | 8                 | 11                | 14                | 15                | 13                | 32                | 34                | 29                | 18                | 10                | 10                | 204               |
| Днів з опадами          | 2                 | 2                 | 2                 | 2                 | 2                 | 2                 | 4                 | 4                 | 3                 | 2                 | 2                 | 2                 | 29                |
| ----------------------- | ----------------- | ----------------- | ----------------- | ----------------- | ----------------- | ----------------- | ----------------- | ----------------- | ----------------- | ----------------- | ----------------- | ----------------- | ----------------- |
| Джерело: Weatherbase    |                   |                   |                   |                   |                   |                   |                   |                   |                   |                   |                   |                   |                   |

## Демографія
Згідно з переписом 2010 року, у селищі мешкало 14 835 осіб у 5463 домогосподарствах у складі 3969 родин. Густота населення становила 391 особа/км².  Було 5916 помешкань (156/км²).
Расовий склад населення:
| - 72,1 % — білих - 2,5 % — корінних американців - 2,0 % — чорних або афроамериканців - 0,8 % — азіатів - 0,1 % — вихідців з тихоокеанських островів - 18,2 % — осіб інших рас |

До двох чи більше рас належало 4,2 %. Частка іспаномовних становила 57,9 % від усіх жителів.
За віковим діапазоном населення розподілялося таким чином: 27,7 % — особи молодші 18 років, 61,2 % — особи у віці 18—64 років, 11,1 % — особи у віці 65 років та старші. Медіана віку мешканця становила 34,7 року. На 100 осіб жіночої статі у селищі припадало 96,4 чоловіків;  на 100 жінок у віці від 18 років та старших — 93,1 чоловіків також старших 18 років.
Середній дохід на одне домашнє господарство  становив 62 031 долар США (медіана — 52 166), а середній дохід на одну сім'ю — 71 941 долар (медіана — 61 869). Медіана доходів становила 47 857 доларів для чоловіків та 39 863 долари для жінок. За межею бідності перебувало 16,4 % осіб, у тому числі 19,7 % дітей у віці до 18 років та 14,8 % осіб у віці 65 років та старших.
Цивільне працевлаштоване населення становило 6072 особи. Основні галузі зайнятості: освіта, охорона здоров'я та соціальна допомога — 21,4 %, публічна адміністрація — 14,7 %, роздрібна торгівля — 13,7 %.

## Виноски
1. ↑  Річний дохід на особу, яка працювала на повну ставку. Оцінка в доларах 2015 року.